# IPhone 15
iPhone 15 và iPhone 15 Plus là điện thoại thông minh được thiết kế và tiếp thị bởi Apple Inc. Chúng là thế hệ thứ mười bảy của iPhone, kế nhiệm iPhone 14. Bản phát hành của chúng được công bố vào ngày 12 tháng 9 năm 2023, cùng với biến thể 15 Pro and Pro Max, Apple Watch Series 9 và Apple Watch Ultra 2. Chúng sẽ được phát hành vào ngày 22 tháng 9 năm 2023 và có sẵn đơn đặt hàng trước bắt đầu từ ngày 15 tháng 9.

## Lịch sử
Vào năm 2021, Ủy ban Châu Âu bắt đầu xem xét đề xuất ủy quyền USB-C trên tất cả các thiết bị ở Liên minh Châu Âu , bao gồm cả iPhone. Vào năm 2022, đề xuất này đã được thông qua thành luật, trở thành Chỉ thị (EU) 2022/2380. Nhà phân tích Ming-Chi Kuo của Apple tuyên bố rằng Apple sẽ loại bỏ đầu nối Lightning độc quyền của mình vào năm 2023. Vào tháng 10 năm 2022, Apple xác nhận sẽ tuân thủ các quy định của Liên minh Châu Âu.

## Thông số kỹ thuật

### Phần cứng

#### Màn hình
iPhone 15 có màn hình 6,1 inch (155 mm) với công nghệ Super Retina XDR OLED ở độ phân giải 2556×1179 pixel và mật độ điểm ảnh khoảng 460 PPI. iPhone 15 Plus có màn hình 6,7 inch (170 mm) với công nghệ tương tự ở độ phân giải 2796×1290 pixel và mật độ điểm ảnh khoảng 460 PPI. Cả hai model đều có màn hình OLED Super Retina XDR với độ sáng điển hình được cải thiện lên tới 1,000 nits, độ sáng tối đa (HDR) lên tới 1.600 nits và độ sáng tối đa (ngoài trời) lên tới 2.000 nits. Tính năng Dynamic Island hiện là tiêu chuẩn trên iPhone 15, thay thế cho notch màn hình.

#### Thiết kế
iPhone 15 và iPhone 15 Plus sẽ có các màu xanh lam, hồng, vàng, xanh lá cây và đen.
| Màu sắc | Tên        |
| ------- | ---------- |
|         | Xanh dương |
|         | Hồng       |
|         | Vàng       |
|         | Xanh lá    |
|         | Đen        |

#### Tốc độ sạc và truyền
iPhone 15 và iPhone 15 Plus sẽ sử dụng USB-C với tốc độ truyền USB 2.0 (ước tính lên tới 480 Mbps / 60MBps), trong khi iPhone 15 Pro và iPhone 15 Pro Max có tốc độ truyền USB 3.1 nhanh hơn (ước tính lên tới 10Gbps / 1.25GBps).

#### Video output
Tất cả các mẫu iPhone 15 đều hỗ trợ Chế độ thay thế DisplayPort qua đầu ra video USB-C với độ phân giải 4K HDR.
Các mẫu iPhone trước đây (từ iPhone 5 đến iPhone 14) có độ phân giải được hỗ trợ tối đa là 1600 x 900 (thấp hơn một chút so với 1080p) với Bộ chuyển đổi AV kỹ thuật số Lightning do hạn chế kỹ thuật của đầu nối Lightning.
Pin
iPhone 15 Plus cung cấp cho người dùng thời lượng phát video lên tới 26 giờ và phát lại âm thanh lên tới 100 giờ, còn iPhone 15 cung cấp ít hơn một chút, với thời lượng phát lại video lên tới 20 giờ và phát lại âm thanh lên đến 80 giờ.

### Phần mềm
iPhone 15 và iPhone 15 Plus sẽ ra mắt cùng với iOS 17. Điện thoại sẽ có tính năng Dynamic Island.

## Hình ảnh
- iPhone 15
- iPhone 15 Plus
- iPhone 15 Series